# Railton Freeman
Railton Freeman (ur. 6 października 1903 w Newbury, zm. ?) – brytyjski wojskowy, członek Brytyjskiej Unii Faszystów, kolaborant i radiowy propagandysta podczas II wojny światowej
Był synem komandora Fletchera Freemana z Royal Navy. Uczył się w St. Helens College w Southsea. W 1922 r. wstąpił do Królewskiej Akademii Wojskowej w Sandhurst. Po jej ukończeniu w sierpniu 1924 r. w stopniu podporucznika dostał przydział do Królewskiego Pułku. W 1926 r. rozpoczął naukę w szkole lotniczej koło Chester, po czym został przeniesiony do Royal Air Force jako pilot. W 1931 r. odszedł ze służby wojskowej. Kupił wówczas posiadłość wiejską w Gloucestershire. Jego skrajnie prawicowe sympatie polityczne doprowadziły go do wstąpienia w 1937 r. do Brytyjskiej Unii Faszystów (BUF) sir Oswalda Mosleya. Po przystąpieniu Wielkiej Brytanii do wojny z Niemcami 3 września 1939 r., został powołany do służby wojskowej w RAF. Służył jako instruktor lotniczy w No. 24 Squadron. Podczas przelotu 22 maja 1940 r. wraz ze swoją jednostką z Croydon do Merville we Francji rozbił się przy lądowaniu i dostał do niewoli niemieckiej. Osadzono go w Stalagu IIa w Neubrandenburgu. Niemieckie władze wkrótce dowiedziały się o jego działalności w faszystowskim BUF, w związku z czym przeniesiono go dulagu Luft w Oberursel. Po rozmowach z Niemcami został zwerbowany do niemieckiego Radia Hamburg jako propagandysta. Pracował wraz z 2 innymi angielskimi zdrajcami: Williamem Joyce’em (znanym jako Lord Haw-Haw) i Normanem Baillie-Stewartem. W październiku 1944 r. wstąpił do Waffen-SS, dostając stopień SS-Untersturmführera. Służył w jednostce propagandowej SS-Standarte „Kurt Eggers”. 9 maja 1945 r. dostał się do niewoli alianckiej, pomimo że miał możliwość ucieczki samolotem do Szwajcarii. Po deportacji do Wielkiej Brytanii został osądzony za zdradę stanu i skazany na karę 10 lat więzienia.